# Ernestina A. López
Ernestina A. López (Buenos Aires, 1879 – 1965) fue una educadora, escritora, rectora, pedagoga y activista de los derechos de las mujeres argentina. 
Representó a su país natal en la Comisión Interamericana de Mujeres desde su fundación en 1928 hasta 1940. Fue la primera mujer argentina en obtener un doctorado en filosofía y letras, en la Universidad de Buenos Aires. Fue la fundadora de la Asociación Argentina de Mujeres Universitarias, organizadora del Primer Congreso Femenino Internacional de la República Argentina, promotora del Club de las Madres de Argentina, miembro de la Comisión de Bienestar Infantil del gobierno argentino y trabajó en muchos programas sociales.

## Biografía
López nació en enero de 1879 en Buenos Aires, Argentina. Sus padres fueron Adriana Wilson, uruguaya, y el pintor Cándido López, su hermana fue Elvira Virginia López. Fue directora de la Escuela Modelo Sarmiento, institución donde comenzó su carrera docente. En 1890 creó el Liceo Nacional de Señoritas, del que fue la rectora. 
En 1901 fue la primera mujer argentina en obtener el doctorado en Filosofía y Letras en la Universidad de Buenos Aires (UBA). Su tesis se tituló ¿Existe una Literatura Americana?
En 1902 se unió a otras 31 mujeres incluyendo a Petrona Eyle, Cecilia Grierson, Sara Justo, su hermana Elvira López, Anna Pintos y Elvira Rawson de Dellepiane, entre otras, para fundar la Asociación de Mujeres Universitarias de Argentinas (AMUA) para combatir la brecha de género en el empleo de las graduadas universitarias. Trabajaron de forma activa para obtener derechos civiles y políticos, legales y educativos como derechos de las mujeres. En 1904, López asistió a la Exposición Universal de San Luis como delegada argentina del Consejo Nacional de Educación.
A principios de 1908, la AMUA organizó el Primer Congreso Femenino Internacional de la República Argentina (PCFIRA), que se desarrolló del 18 al 23 de mayo de 1910. López se encargó de dar el discurso de apertura, al que asistieron casi 1000 personas. En él subrayó que los objetivos del congreso eran crear una red de mujeres, más allá de la clase y la ideología, para apoyar la alfabetización y educación femenina, eliminar sesgos, trabajar por la emancipación y libertad de las mujeres en lo económico y social.
En 1918, López se unió a la Facultad de Filosofía y Letras de la Universidad de Buenos Aires. Junto con otros destacadas socialistas como Fenia Chertkoff y su hermana Mariana Chertkoff, Alicia Moreau, Sara Justo y Carolina Muzzilli, López abogó por que las escuelas incluyeran temas feministas en sus planes de estudio. Concretamente, abogó por clases de higiene, educación sexual, ciudadanía y las responsabilidades del voto, así como de horticultura y jardinería. Consideraba que el trabajo artesanal, realizado por un gran número de mujeres urbanas, se producía mejor en las provincias, como parte de la mano de obra en lugar del trabajo doméstico. Además de la enseñanza, diseñó los planes de estudio de los cursos y publicó libros de texto que fueron ampliamente utilizados.
En 1925, López se casó con Ernesto Nelson, un educador y tuvieron una hija, Alicia. En los años 30, ayudó a Elina González Acha de Correa Morales a promover el Club de Madres, una de las organizaciones de mujeres argentinas más activas, de la que fue presidenta durante muchos años. Como presidenta del Club de Madres, López se convirtió en miembro de la Comisión de Bienestar Infantil del Gobierno Argentino y trabajó con su marido en muchos programas sociales.
Cuando el órgano rector de la Unión Panamericana creó la Comisión Interamericana de Mujeres en su reunión de La Habana el 4 de abril de 1928. En la disposición se pedía que se creara una comisión integrada por siete mujeres de los países de América y que esas mujeres examinaran los datos y prepararan información para que la Séptima Conferencia Panamericana pudiera examinar la igualdad civil y política de la mujer en la región. También se pedía que se ampliara la comisión para que, con el tiempo, tuviera un delegado por cada país de la Unión Panamericana. Doris Stevens, que había sugerido que la comisión fuera designada como presidente y los otros seis países fueron seleccionados por sorteo. Los países elegidos fueron Argentina, Colombia, El Salvador, Haití, Panamá y Venezuela y los delegados designados fueron Ernestina A. López de Nelson de Argentina, María Elena de Hinestrosa de Colombia, María Alvárez de Guillén Rivas de El Salvador, Alice Téligny Mathon de Haití, Clara González de Panamá y Lucila Luciani de Pérez Díaz de Venezuela.
López de Nelson falleció en 1965.

## Obras
Las obras de López de Nelson eran principalmente de educación primaria y estaban escritas en español:
- López de Nelson, Ernestina A. (1903). Ensayo sobre Ricardo Gutiérrez (en español). Buenos Aires, Argentina: Europea.
- López de Nelson, Ernestina A. (1907). La escuela y la vida: lecciones de pedagogía práctica. Buenos Aires, Argentina: Imprenta y Casa Editora de Coni.
- López de Nelson, Ernestina A. (1914). Elementos de botánica experimental. Buenos Aires, Argentina: Coni.
- López de Nelson, Ernestina A. (1926). En torno mío: primer libro de lectura corriente. Buenos Aires, Argentina: Coni.
- López de Nelson, Ernestina A. (c. 1920). Veo y leo: primer libro de lectura y escritura. Buenos Aires, Argentina: Coni.
- López de Nelson, Ernestina A. (c. 1920). Nosotros: segundo libro de lectura. Buenos Aires, Argentina: Coni.
- López de Nelson, Ernestina A. (1940). La señorita Raquel: tercer libro de lectura. Buenos Aires, Argentina: Imprenta y Casa Editora de Coni.
- López de Nelson, Ernestina A. (1950). Nuestra tierra: cuarto libro de lectura. Buenos Aires, Argentina: Coni.